# Torre Negorta
La Torre Negorta de Ayala (Álava, España) está situada en el barrio denominado «El Valle», en el lado izquierdo de la carretera que une Ayala y Oquendo a pocos metros de la misma. 

## Localización
Se sitúa a los pies del monte Negorta, en el concejo de Zuaza, muy cerca del municipio alavés de Oquendo.
Las varias construcciones de tipo fortificado existentes en el valle de Zuaza dan idea de la importancia estratégica que tuvo que tener en su momento la comunicación a través del mismo entre el valle de Ayala y Vizcaya.

## Descripción
El edificio es de planta cuadrada, de unos 14 m de lado, con planta baja, alta y bajo-cubierta. El volumen exterior presenta muros de mampostería en casi la totalidad de la altura de los distintos frentes que han sido parcialmente reedificados. 
La cubierta, a cuatro aguas, se apoya en una estructura porticada de madera de roble de nueva factura, cuyo cierre al exterior conforma un cuerpo de madera que se acusa en fachada, situándose entre la mampostería de los muros y los aleros. Dicho cierre, totalmente reelaborado, aparece en un plano remetido con respecto al muro a lo largo de tres fachadas conformando, en la fachada principal, un vuelo apoyado en canes decorados con motivos geométricos tomados de los preexistentes.

### Fachadas
En las fachadas sur y oeste se conservan restos del antiguo foso perimetral.
La fachada este, orientada hacia la carretera, es la que presenta una mayor cantidad de elementos reseñables, con restos del arranque de garitones en sus extremos, ofreciendo el acceso principal a la torre a través de un gran arco apuntado y dos ventanas cuadradas con dintel de falso arco conopial a los lados de dicha puerta. El resto de las perforaciones del muro, así como las existentes en las demás fachadas, se reducen a saeteras y pequeños huecos. Una excepción la constituye la puerta de la fachada Oeste que, situada a la altura de la primera planta, se abre hacia el foso en donde una pequeña plataforma propicia un acceso alternativo al edificio.

### Interior
Interiormente el edificio ha sido renovado casi en su totalidad. Posee una estructura porticada de madera de roble que conserva la disposición general de la original, habiendo sido completada con nuevas piezas en las zonas en que las originales se habían perdido definitivamente, así como en la cubierta. Sobre este sistema portante se superpone uno nuevo, de perfilería metálica, que permite el uso del edificio con los requerimientos de acciones exigidas por normativa permitiendo, por otro lado, una lectura diferenciada entre los elementos que provienen de la recuperación del edificio original con respecto a los de reciente aparición. Este mismo criterio de diferenciación se ha seguido en la disposición de los nuevos elementos de cerramiento, distribución e instalaciones de diversa índole realizadas tanto en el exterior como en el interior de la edificación.